# Imidiwan
Imidiwan: Companions (dalle lingue rispettivamente tamashek e inglese: Compagni) è il quarto album discografico del gruppo tuareg Tinariwen, pubblicato il 29 giugno 2009.
L'album ha visto la band riunirsi con Jean-Paul Romann, produttore del loro album del 2001 The Radio Tisdas Sessions. Alcune edizioni dell'album includono un DVD con un documentario di 30 minuti sulla band. 
Joe Tangari di Pitchfork ha discusso di come l'esperienza della band in gran parte del mondo al di fuori del deserto abbia influenzato la nuova direzione di questo album. Ha detto "liricamente le canzoni, cantate in Tamashek, visitano temi di liberazione e orgoglio storico-culturale". In più ha parlato riguardo alla parola assuf contenuta nell'album come "una parola non traducibile con implicazioni di nostalgia di casa, solitudine e tristezza; si riferisce anche al mondo notturno oltre la luce del fuoco."

## Critica e accoglienza
L'album ha ricevuto recensioni generalmente positive. The Guardian ha dato all'album 4 stelle su 5, commentando: "Tinariwen continua ad andare avanti, implacabile e brillante come il sole sahariano". Anche il Daily Telegraph ha dato all'album 4 stelle, definendo la band come "la cosa più vicina al vero blues che il mondo moderno possa offrire". 
Imidiwan ha anche vinto l'Uncut Music Award 2009 per essere stato "l'album più stimolante e pienamente gratificante degli ultimi 12 mesi". 

## Tracce
1. Imidiwan Afrik Tendam – 3:32
2. Lulla – 3:49
3. Tenhert – 5:43
4. Enseqi Ehad Didagh – 5:40
5. Tamudjeras Assis – 4:51
6. Intitlayaghen – 4:49
7. Imazaghen N Adagh – 3:46
8. Tenalle Chegret – 4:11
9. Kel Tamashek – 3:16
10. Chabiba – 3:21
11. Ere Tasfata Adounia – 4:53
12. Desert Wind – 4:19